# Mamadou Lamine Sow
 (mai 2024).
 (mai 2024).
Pour les articles homonymes, voir Sow.
Mamadou Lamine Sow, né à Dakar, est un pilote de ligne et expert de l'aviation civile sénégalais.

## Biographie

### Jeunesse et formation
Mamadou Lamine Sow a étudié au lycée technique Maurice Delafosse à Dakar, puis l'Université Cheikh Anta Diop (UCAD). Il a poursuivi son parcours académique à l'école des arts & métiers à Paris, par la suite à l'institut aéronautique Amaury de la grange au château de la Motte-aux-Bois en France.

### Carrière
Mamadou Lamine Sow a commencé sa carrière avec la compagnie multinationale Air Afrique. Son avancement au sein de cette compagnie aérienne l'a mené à des postes à responsabilité,. De manière concomitante, le gouvernement sénégalais a sollicité son expertise pour piloter des réformes structurelles dans le secteur des transports aériens.
En outre, Mamadou Lamine Sow est impliqué dans la création de la compagnie nationale Air Sénégal en tant que directeur général et de président du conseil d'administration au sein de cette compagnie nationale. Son implication a contribué à l’acquisition d'actifs stratégiques tels que les ATR 72 et A330.
Mamadou Lamine Sow a été administrateur de l’ASECNA pour l’État du Sénégal. En tant que directeur général de l'agence nationale de l'aviation civile du Sénégal (ANACIM), il a aussi présidé le conseil d'administration de la société d'assistance en escale de l'aéroport international AIBD (2AS) jusqu'en 2020,.

### Départ d’Air Sénégal SA
À l'issue de la réunion du conseil d'administration d'Air Sénégal SA, tenue le 10 août 2017, Mamadou Lamine Sow, alors directeur de la compagnie, a été démis de ses fonctions, mais a conservé son poste au sein de l'entreprise en tant que président du conseil d'administration (PCA). La transition vers un nouveau leadership, avec l'arrivée de Philippe Bohn a suscité des interrogations quant à l'avenir de la compagnie.
Sa carrière dans l'aviation s'étend sur plus de 25 ans, avec une expérience de vol cumulée de plus de 11 000 heures. En dehors de ses activités de pilote, il a également occupé des postes dans l’administration sénégalaise.